# The incredible Dr. Pol
The Incredible Dr. Pol (de ongelofelijke dr. Pol) is een reality-televisieserie die in 26 landen, waaronder Nederland, wordt uitgezonden op National Geographic Channel. De serie is oorspronkelijk op National Geographic Wild gestart. De serie stopte na dertien seizoenen en wordt nog regelmatig uitgezonden op televisie in 2024.
Centraal staat de Amerikaanse dierenkliniek Pol Veterinary Services, uit Weidman, Michigan, met vee- en dierenarts Jan Pol, familie en personeel. Het programma ging van start in 2011. De dierenarts staat erom bekend dat hij pragmatisch werkt met materialen die voorhanden zijn en zo de kosten voor behandeling zo laag mogelijk probeert te houden voor zijn klanten. De gebruikte methodes zijn ook sneller dan nieuwere. Volgens Jan Pol zelf wordt er nooit iets uit de serie geknipt, met uitzondering van privézaken die per ongeluk gefilmd worden.
Op 5 juli 2024 maakte Dr. Pol via zijn Instagram account bekend dat het programma na 13 jaar stopgezet werd. Disney, dat National Geographic en het programma beheerde, zette het programma stop na 13 jaar.

## Dr. Jan Pol
Jan-Harm Pol werd op 4 september 1942 geboren te Wateren in de gemeente Westerveld in Drenthe, Nederland. Daar groeide hij op samen met twee oudere broers, Jan en Jan-Werner, op het melkveebedrijf van zijn ouders, Harm Pol en Klaasje Schreuder.
In 1970 studeerde hij af in diergeneeskunde aan de Universiteit van Utrecht. Tijdens zijn studietijd deed hij mee aan een uitwisselingsproject en reisde hij af naar de Verenigde Staten om daar enige tijd te studeren. Hij verbleef daar bij een gastgezin en leerde daar Diane kennen, met wie hij trouwde in 1967. Na hun huwelijk verhuisden zij eerst naar Nederland, zodat hij kon afstuderen en terug in de Verenigde Staten, naar Harbor Beach, Michigan. Hier werkte Jan Pol tien jaar voor dokter Hentschl, voor hij en zijn vrouw verhuisden naar Weidman, Michigan. Daar begonnen zij in 1981 een eigen praktijk in hun garage. De praktijk groeide gestaag en in 2015 was een uitbreiding noodzakelijk omdat er geen ruimte meer was om meer dan drie dieren tegelijk te onderzoeken en/of te behandelen.
Toen dr. Pol net begon was hij vooral gericht op vee, later kwamen daar steeds meer andere dieren bij, vooral grote en kleine, soms exotische, huisdieren. In 2015 werkte dr. Pol, op 72-jarige leeftijd, nog vrijwel dagelijks. Zondag gaat hij naar de kerk met zijn vrouw, waar hij soms ook een klein deel van de dienst spreekt. Voor spoedgevallen is de kliniek tot ver na sluitingstijd te bereiken en bij hoge uitzondering mag hijzelf thuis gebeld worden.
Dr. Pol is kleurenblind en heeft bij sommige onderzoeken die in de kliniek plaatsvinden hulp nodig omdat het noodzakelijk is de juiste kleur te zien.
De drie kinderen van dr. Pol (waaronder twee vrouwen) zijn geadopteerd, twee (waaronder Charles) vlak na de geboorte en eentje op 18-jarige leeftijd, zij was al tien jaar hun pleegkind. Nadat de moeder van het kind overleed aan kanker, nam de familie Pol de zorg over.
Vanaf 2011 werkte zoon Charles soms mee en sinds 2015 werkt hij op bijna dagelijkse basis om klusjes te doen in de praktijk en zijn vader te vergezellen op huisbezoeken. Het idee voor de serie kwam ook van hem. Hij neemt een deel van de productie voor zijn rekening. Charles had aan het begin van de serie nog een baan elders in de Verenigde Staten, maar kreeg meer te zeggen in de productie en werd ook een belangrijk gezicht in de serie, waarin hij zijn oudere vader vergezelt tijdens visites.
Op 26 september 2016 ging het zesde seizoen van start. In een aflevering van dat seizoen keert hij samen met zijn familie terug naar Nederland, waar hij ook daadwerkelijk aan de slag gaat als dierenarts bij Nederlandse dierenartsen. Ondanks dat dr. Pol in de Verenigde Staten woont, mag hij nog steeds het beroep van dierenarts in Nederland uitvoeren.

## De serie
In de serie wordt dr. Pol afgewisseld door dr. Brenda en dr. Emily, die ook in de kliniek werken. Zij rijden vrijwel altijd alleen de visites en vragen alleen in noodgevallen om assistentie. Naast de doktoren werken er ook een aantal dierenartsassistenten en Diane Pol, de vrouw van dr. Pol, die de boel regelt. Ook hun geadopteerde dochter werkt er als administratief medewerker.
In de serie is te zien dat dr. Pol en de andere artsen (sinds 2015 gemiddeld vier) en assistenten alle diersoorten proberen te helpen, waar andere artsen dieren soms weigeren, zoals gekko's, slangen en kippen. Dr. Pol rijdt langs boerderijen, soms met zijn zoon Charles, om te helpen bij moeizame bevallingen, om zieke dieren te helpen die niet naar de kliniek gebracht kunnen worden, een grootschalige zwangerschapstest uit te voeren en allerlei (spoed)klussen. De zwangerschapstesten bij bijvoorbeeld koeien, worden zonder moderne apparatuur uitgevoerd, wat veel tijd en geld bespaart.
Ook zijn dr. Pol en zijn familie vaak aanwezig bij festiviteiten in de omgeving, waar dr. Pol vrijwel altijd een taak heeft. Hij ziet het als zijn taak om bijvoorbeeld jurylid te zijn, of diploma's uit te reiken. De serie laat ook die details van andere activiteiten van dr. Pol en zijn familie en/of personeel zien. De serie besteedt ook aandacht aan de spaarzame vrije tijd van de familie Pol.
In 2015 kreeg dr. Pol een eredoctoraat voor al zijn werk als vee- en dierenarts met meer dan 22.000 (in 2015, daarvoor 19.000) cliënten (de dieren niet meegerekend) en zijn hulp aan de gemeenschap en die van de plaatselijke universiteit. Bij de uitreiking werd hij gekscherend "dr. dr. Pol" genoemd, aangezien hij vanaf dat moment echt de titel doctor mag voeren. In Nederland mag hij de titel doctorandus (drs.) voeren.
Sinds 2016 staat er een waarschuwing in beeld aan het begin van een aflevering, omdat meestal niet de hele procedure van een behandeling te zien is. Dit is om te voorkomen dat mensen zelf gaan experimenteren bij hun dieren.
Het seizoen 2017 ging op 10 maart van start met een aflevering waar Charles, Diane en dr. Jan Pol naar Nederland gingen. De universiteit van Utrecht, waar dr. Pol afstudeerde, werd bezocht en hij ziet hoeveel er veranderd is en gaf daar een korte lezing. Ook ging hij bij dierenartsen langs om te zien wat hun nieuwste technieken zijn en is onder de indruk. De familie wordt opgezocht en er zijn enkele activiteiten, zoals een rondvaart. Aangezien de familie steeds werd gefilmd noemde dr. Pol het achteraf geen echte vakantie.
Najaar 2018 ging het achtste seizoen van start, waarin dr. Pol 76 werd. De man van dr. Emily Thomas is sinds begin 2018 ook in de kliniek aan het werk, voor allerlei klusjes, omdat hij werkeloos werd en geen ander werk kon vinden. Een vrouwelijke dierenarts in opleiding loopt in het achtste seizoen stage bij de kliniek en wil er volgend jaar (2019/2020) komen werken. Van het begin tot heden (2019) heeft dr. Pol nog geen mannelijke dierenarts/veearts in dienst gehad. Ook de overige medewerkers zijn voornamelijk vrouwen. Charles Pol doet voornamelijk een deel van de regie en rijdt nog regelmatig met zijn vader mee voor de wat zwaardere klussen.
Dr. Emily Thomas heeft in 2019 ontslag genomen om meer bij haar drie kinderen te zijn en werkt ondertussen in een praktijk in Virginia. 
In 2019 werd in Nederland een opvolger gezocht voor Dr. Pol. Drie dierenartsen gingen daarom naar Michigan. De winnaar bleef echter wegens omstandigheden toch in Nederland. Sindsdien is onduidelijk/onbekend hoe het staat met de opvolging en Dr. Pol zelf wist het in 2017 ook niet echt.